# Silvio Savelli

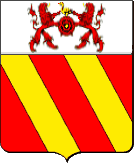
Stemma famiglia Savelli

Silvio Savelli (... – 1515 circa) è stato un condottiero italiano.

## Biografia
Silvio Savelli, Signore di Ariccia, era figlio di Pier Giovanni e fratello di Antonio, di Silvio e di Troiano, passò la propria vita esercitando il mestiere delle armi come i suoi fratelli, iniziando nel 1498 le sue imprese in una lotta contro alcuni congiunti, in cui fu fatto prigioniero.

Passò al servizio di Firenze, partecipando alla guerra di Pisa, dal 1503 al 1505.

Servi l'impero, trovandosi alla sanguinosa battaglia di Novara. Passò al servizio di Massimiliano Sforza, il quale gli affidò duemilasettecento fanti e cinquecento cavalli e lo spedì alla conquista di Bergamo, tenuta dai veneziani, e batté Renzo da Ceri nel 1513.
L'anno successivo volle scacciare da Crema lo stesso Renzo, ma dopo gravi scontri in uno restò ferito e fu battuto. I veneziani poterono riprendere Bergamo, ma la tennero per poco, perché Silvio, ricomposte le sue milizie li scacciò dalla città, ottenendo come compenso da Massimiliano Sforza, il titolo di senatore e di consigliere ducale nonché il comando generale della fanteria.

Nel 1515 fu alla difesa di Alessandria. A questo punto si perdono le tracce.